# Домбровица (Билгорайский повет)
Домбровица (пол. Dąbrowica) — деревня в Билгорайском повете Люблинского воеводства Польши. Входит в состав гмины Билгорай. По данным переписи 2011 года, в деревне проживало 988 человек.

## География
Деревня расположена на юго-востоке Польши, к северу от реки Лада, на расстоянии приблизительно 5 километров к западу от города Билгорай, административного центра повета. Абсолютная высота — 207 метров над уровнем моря. К востоку от Домбровицы проходит региональная автодорога 835, к югу — региональная автодорога 858.

## История
Деревня была основана в XVI веке Горайскими, а в 1599 году на основании приговора трибунальского суда вошла в состав Замойской ординации. В 1626 году здесь было 40 дворов с пашнями.
Согласно «Военно-статистическому обозрению Российской Империи», в 1847 году в деревне Домбровица проживало 874 человека. В административном отношении деревня входила в состав Замостского уезда Люблинской губернии Царства Польского.
В период с 1975 по 1998 годы Домбровица находилась в составе Замойского воеводства.

## Население
Демографическая структура по состоянию на 31 марта 2011 года:
|         | Всего | До трудоспособного возраста | Трудоспособного возраста | Старше трудоспособного возраста |
| ------- | ----- | --------------------------- | ------------------------ | ------------------------------- |
| Мужчины | 496   | 101                         | 350                      | 45                              |
| Женщины | 492   | 85                          | 274                      | 133                             |
| Всего   | 988   | 186                         | 624                      | 178                             |